# Nova Santa Rita (kommun i Brasilien, Piauí)
Nova Santa Rita är en kommun i Brasilien.   Den ligger i delstaten Piauí, i den östra delen av landet, 1 100 km nordost om huvudstaden Brasília. Antalet invånare är 4 192.
Omgivningarna runt Nova Santa Rita är huvudsakligen savann. Runt Nova Santa Rita är det mycket glesbefolkat, med 3 invånare per kvadratkilometer.